# Cis obscuripennis
Cis obscuripennis es una especie de coleóptero de la familia Ciidae.

## Distribución geográfica
Habita en Guadalupe (Francia).